# Nazionale maschile di pallavolo della Germania
La nazionale maschile di pallavolo della Germania è una squadra europea composta dai migliori giocatori di pallavolo della Germania ed è posta sotto l'egida della Federazione pallavolistica della Germania.
Fino al 1990 ha rappresentato la Germania Ovest.

## Rosa
Segue la rosa dei giocatori convocati per i Giochi della XXXIII Olimpiade.
| N° | Nome             | Ruolo | Data di nascita  | Squadra        |
| -- | ---------------- | ----- | ---------------- | -------------- |
| 1  | Christian Fromm  | S     | 15 agosto 1990   | Rapid Bucarest |
| 5  | Moritz Reichert  | S     | 15 marzo 1995    | Montpellier    |
| 6  | Johannes Tille   | P     | 7 maggio 1997    | Charlottenburg |
| 9  | György Grozer    | O     | 27 novembre 1984 | Arkas          |
| 10 | Julian Zenger    | L     | 26 agosto 1997   | Padova         |
| 11 | Lukas Kampa      | P     | 29 novembre 1986 | Trefl Gdańsk   |
| 12 | Anton Brehme     | C     | 10 agosto 1999   | Modena         |
| 13 | Ruben Schott     | S     | 8 luglio 1994    | Charlottenburg |
| 14 | Moritz Karlitzek | S     | 12 agosto 1996   | AZS Olsztyn    |
| 17 | Jan Zimmermann   | P     | 12 febbraio 1993 | Galatasaray    |
| 21 | Tobias Krick     | C     | 22 ottobre 1998  | Charlottenburg |
| 22 | Tobias Brand     | S     | 9 luglio 1998    | LKPS           |
| 25 | Lukas Maase      | C     | 28 agosto 1998   | Paris          |

## Risultati

### Competizioni FIVB
| 1964 | non qualificata | -            |
| 1968 | non qualificata | -            |
| 1972 | 11º posto       | Convocazioni |
| 1976 | non qualificata | -            |
| 1980 | non qualificata | -            |
| 1984 | non qualificata | -            |
| 1988 | non qualificata | -            |
| 1992 | non qualificata | -            |
| 1996 | non qualificata | -            |
| 2000 | non qualificata | -            |
| 2004 | non qualificata | -            |
| 2008 | 9º posto        | Convocazioni |
| 2012 | 5º posto        | Convocazioni |
| 2016 | non qualificata | -            |
| 2020 | non qualificata | -            |
| 2024 | 6º posto        | Convocazioni |

| 1949 | non qualificata | -            |
| 1952 | non qualificata | -            |
| 1956 | 24º posto       | Convocazioni |
| 1960 | non qualificata | -            |
| 1962 | non qualificata | -            |
| 1966 | 20º posto       | Convocazioni |
| 1970 | non qualificata | -            |
| 1974 | non qualificata | -            |
| 1978 | non qualificata | -            |
| 1982 | non qualificata | -            |
| 1986 | non qualificata | -            |
| 1990 | non qualificata | -            |
| 1994 | 11º posto       | Convocazioni |
| 1998 | non qualificata | -            |
| 2002 | non qualificata | -            |
| 2006 | 9º posto        | Convocazioni |
| 2010 | 8º posto        | Convocazioni |
| 2014 | 3º posto        | Convocazioni |
| 2018 | non qualificata | -            |
| 2022 | 15º posto       | Convocazioni |

| 2018 | 9º posto  | Convocazioni |
| 2019 | 14º posto | Convocazioni |
| 2021 | 13º posto | Convocazioni |
| 2022 | 12º posto | Convocazioni |
| 2023 | 11º posto | Convocazioni |
| 2024 | 11º posto | Convocazioni |
| 2025 | 15º posto | Convocazioni |

| 1965 | non qualificata | -            |
| 1969 | 10º posto       | Convocazioni |
| 1977 | non qualificata | -            |
| 1981 | non qualificata | -            |
| 1985 | non qualificata | -            |
| 1989 | non qualificata | -            |
| 1991 | 7º posto        | Convocazioni |
| 1995 | non qualificata | -            |
| 1999 | non qualificata | -            |
| 2003 | non qualificata | -            |
| 2007 | non qualificata | -            |
| 2011 | non qualificata | -            |
| 2015 | non qualificata | -            |
| 2019 | non qualificata | -            |
| 2023 | non qualificata | -            |

### Competizioni CEV
| 1948 | non qualificata | -            |
| 1950 | non qualificata | -            |
| 1951 | non qualificata | -            |
| 1955 | non qualificata | -            |
| 1958 | 19º posto       | Convocazioni |
| 1963 | 15º posto       | Convocazioni |
| 1967 | 18º posto       | Convocazioni |
| 1971 | 16º posto       | Convocazioni |
| 1975 | non qualificata | -            |
| 1977 | non qualificata | -            |
| 1979 | non qualificata | -            |
| 1981 | 11º posto       | Convocazioni |
| 1983 | non qualificata | -            |
| 1985 | non qualificata | -            |
| 1987 | non qualificata | -            |
| 1989 | 11º posto       | Convocazioni |
| 1991 | 4º posto        | Convocazioni |
| 1993 | 4º posto        | Convocazioni |
| 1995 | 8º posto        | Convocazioni |
| 1997 | 9º posto        | Convocazioni |
| 1999 | non qualificata | -            |
| 2001 | 9º posto        | Convocazioni |
| 2003 | 7º posto        | Convocazioni |
| 2005 | non qualificata | -            |
| 2007 | 5º posto        | Convocazioni |
| 2009 | 6º posto        | Convocazioni |
| 2011 | 15º posto       | Convocazioni |
| 2013 | 6º posto        | Convocazioni |
| 2015 | 8º posto        | Convocazioni |
| 2017 | 2º posto        | Convocazioni |
| 2019 | 8º posto        | Convocazioni |
| 2021 | 6º posto        | Convocazioni |
| 2023 | 9º posto        | Convocazioni |

| 2004 | 4º posto        | Convocazioni |
| 2005 | 5º posto        | Convocazioni |
| 2006 | 5º posto        | Convocazioni |
| 2007 | 6º posto        | Convocazioni |
| 2008 | 4º posto        | Convocazioni |
| 2009 | 1º posto        | Convocazioni |
| 2010 | non qualificata | -            |
| 2011 | non qualificata | -            |
| 2012 | non qualificata | -            |
| 2013 | non qualificata | -            |
| 2014 | non qualificata | -            |
| 2015 | non qualificata | -            |
| 2016 | non qualificata | -            |
| 2017 | non qualificata | -            |
| 2018 | non qualificata | -            |
| 2019 | non qualificata | -            |
| 2021 | non qualificata | -            |
| 2022 | non qualificata | -            |
| 2023 | non qualificata | -            |
| 2024 | non qualificata | -            |

### Competizioni zonali
| 2015 | 1º posto | Convocazioni |

### Competizioni estinte
| 1990 | non qualificata | -            |
| 1991 | non qualificata | -            |
| 1992 | 12º posto       | Convocazioni |
| 1993 | 8º posto        | Convocazioni |
| 1994 | 10º posto       | Convocazioni |
| 1995 | non qualificata | -            |
| 1996 | non qualificata | -            |
| 1997 | non qualificata | -            |
| 1998 | non qualificata | -            |
| 1999 | non qualificata | -            |
| 2000 | non qualificata | -            |
| 2001 | 13º posto       | Convocazioni |
| 2002 | 9º posto        | Convocazioni |
| 2003 | 10º posto       | Convocazioni |
| 2004 | non qualificata | -            |
| 2005 | non qualificata | -            |
| 2006 | non qualificata | -            |
| 2007 | non qualificata | -            |
| 2008 | non qualificata | -            |
| 2009 | non qualificata | -            |
| 2010 | 9º posto        | Convocazioni |
| 2011 | 11º posto       | Convocazioni |
| 2012 | 5º posto        | Convocazioni |
| 2013 | 7º posto        | Convocazioni |
| 2014 | 16º posto       | Convocazioni |
| 2015 | non qualificata | -            |
| 2016 | 26º posto       | Convocazioni |
| 2017 | 27º posto       | Convocazioni |